# Nicolas de Luxembourg
Nicolas de Luxembourg, né à Prague, alors capitale de Bohême, en 1322 et décédé le 30 juillet 1358 à Belluno, est un évêque bohème, patriarche d'Aquilée de 1350 à 1358.

## Biographie

### Ascension
Nicolas de Luxembourg est le fils illégitime du roi Jean Ier de Bohême et d'une maîtresse inconnue, et donc demi-frère de Charles IV, empereur du Saint-Empire romain germanique. Malgré ses origines, la famille prend soin de lui, lui faisant entreprendre une carrière ecclésiastique. Le 20 juillet 1342, Nicolas est nommé chanoine et bénéficiaire ecclésiastique de Vyšehrad ; le 2 août de la même année, sous la pression de la famille, le pape Clément VI le nomme prévôt du diocèse de Prague. En 1348 Nicolas est documenté comme doyen de l'église d'Olomouc et chancelier du roi ; le 7 janvier 1349, après avoir vaincu le prétendant Johann von Miltitz, il est nommé par le pape évêque de Naumbourg, mais il n'occupe probablement jamais le poste. Le 31 octobre 1350, il est finalement choisi par le chapitre d'Aquilée comme nouveau patriarche.

### Patriarche d'Aquilée
En tant que patriarche, il s'intéresse toujours à sa propre famille : en 1354, il accueille la visite de son demi-frère qu'il accompagne dans un voyage à travers l'Italie alors qu'il se rend à Rome. En remerciement, il reçoit le titre de vicaire de Trieste (1354), de Toscane (mai 1355) et de vicaire général de Feltre et Belluno. Charles IV lui accorde également en 1353, la création d'une université à Cividale qui deviendra ainsi la première université du Frioul. Avec son demi-frère, il planifie ensuite la construction d'une nouvelle ville commerciale appelée « Carola ».
Comme ses prédécesseurs, le patriarche doit faire face aux visées des comtes de Gorizia qui en 1350, avec Henri III, détruisent le château de Cassacco aux mains de la famille Colloredo. Nicolas doit également affronter Albert II d'Autriche qui occupe Carnie, Venzone, Udine, Gemona et assiège Cividale en 1351, où des bombardements sont utilisés pour la première fois dans la région. Cependant, le conflit se termine positivement pour le patriarcat qui regagne les territoires occupés en accordant Venzone et le château supérieur de Vipacco en échange aux Habsbourg (1351).

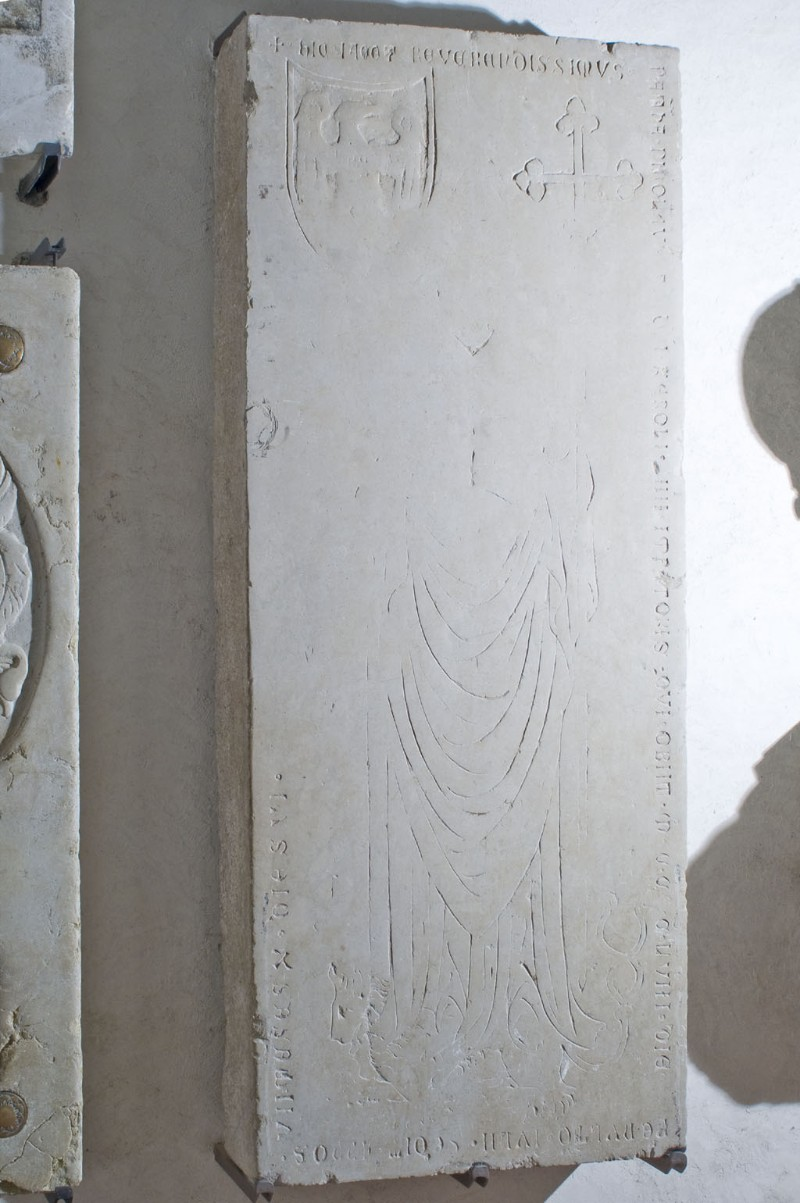
Pierre tombale du patriarche, aujourd'hui conservée au musée de la cathédrale d'Udine.

Pendant son patriarcat, la guerre contre la république de Venise continue pour le contrôle de l'Istrie : une grande ligue se forme contre Venise entre le patriarche, les comtes de Gorizia, Francesco da Carrara seigneur de Padoue, Charles IV, Louis Ier de Hongrie dit Le Grand et les Ducs Habsbourg de l'archiduché d'Autriche. La ligue réoccupe Grado et dévaste Muggia en 1356, Louis « Le Grand » enlève alors l'essentiel de la Dalmatie à Venise ; le siège de Trévise échoue (juillet-septembre 1356), mais les Vénitiens sont définitivement vaincus à Nervesa le 13 janvier 1358. À la suite de la guerre, les parties signent la paix de Zadar le 18 février 1358, qui voit Venise céder la Dalmatie et la Croatie à la Hongrie.
Successeur de Bertrand de Saint-Geniès après son assassinat, Nicolas punit les assassins de son prédécesseur avec une rare férocité : il attend deux ans avant de donner corps à sa vengeance pour que ses adversaires se sentent en sécurité. Il terrorise d'abord les comtes de Gorizia, les mandataires, qui un matin, sur la tour de leur château, retrouvent les cadavres pendus des deux auteurs du meurtre, sans que personne remarque l'entrée d'intrus (alourdis entre autres par leur fardeau macabre). Il se consacre alors à punir tous les seigneurs locaux coupables d'avoir soutenu les comtes : certains sont décapités, d'autres écartelés, d'autres empoisonnés ou tués lors de parties de chasse, d'autres enfin sont murés vifs. Il s'emploie alors à affaiblir le pouvoir des comtes (qui entre-temps ont fui leur territoire pour se réfugier à Lienz à la cour du duc de Carinthie, leur protecteur) en fomentant des révoltes sur leurs territoires et en assiégeant divers châteaux, dont celui de Colloredo di Monte Albano. Par une habile manœuvre politique, il s'installe ensuite pour vivre pendant une certaine période dans ces territoires, se montrant extrêmement bon enfant et généreux avec les habitants de l'endroit afin de gagner leur sympathie. Sa vengeance la plus cruelle reste cependant à accomplir : lors d'un banquet auquel assistent divers nobles de son entourage, dont certains qu'il soupçonne d'avoir été impliqués dans le meurtre de son prédécesseur, il sert un plat à base de cervelle de chevreau ; ce n'est qu'après que tout le monde eut mangé qu'il révèle que l'un d'eux, Filippo de Portis, s'est fait servir la cervelle de sa mère et comme preuve, lui fait montrer le cadavre avec le crâne vidé.
En politique intérieure, Nicolas renforce la figure du patriarche et centralise l'État ; il récupère également les châteaux et les localités occupées par Mainardo VII et Enrico III, comtes de Gorizia, alors en déclin et surchargés de dettes.
Nicola meurt de mort naturelle, ou peut-être de maladie, le 30 juillet 1358 à Belluno ; ses restes sont enterrés dans la cathédrale d'Udine sous l'autel principal ; plus tard, ils sont enlevés et aujourd'hui, la pierre tombale est conservée au musée de la Cathédrale.